# 宮川 (三重県)
宮川（みやがわ）は、三重県南部を流れる一級河川。延長91kmは、三重県のみを流れる河川としては最も長い。国土交通省の一級河川水質調査（BODを基準としている。2012年に順位付け廃止）で、過去11回（2006年からは6年連続）1位となっており、清流として知られる。神宮式年遷宮のお白石持行事に使用する石は、この宮川の河原から採集する。

## 地理
三重県多気郡大台町と奈良県との県境の大台ヶ原山に源を発する。上流域は近畿の秘境とも日本三大渓谷の一つとも謳われる大杉谷である。大内山川などの支流と合流しながら北東に流れ、伊勢市で伊勢湾に注ぐ。流域には多目的ダムの宮川ダムと三瀬谷ダムの他に11のダムがある。
上中流域には河岸段丘が発達しており、特に大台町神瀬付近から対岸方向を観察すると分かりやすい。この段丘面を利用した伊勢茶の栽培が盛んである。
河口域にはデルタ地帯を形成しており、最も大きい三角州は人の住む伊勢市大湊町となっている。

### 語源
川の名前は豊受大神宮の禊川であったことに由来する。かつては「豊宮川」といわれたが、「豊」の字を略して宮川の名がついたとされる。

## 治水
世界的にも多雨で知られる大杉谷を源流とする宮川は毎年のように氾濫し、大水害をたびたび引き起こした。宮川下流周辺に伊勢神宮があるため、神宮を重視した豊臣秀吉と後の江戸幕府の山田奉行所により治水工事が行なわれ、洪水の被害は激減した。しかし増水に耐えられる橋が下流域に架けられたのは明治期になってからである。江戸時代には神宮のある右岸を偏重する治水工事が行なわれたため、左岸の洪水被害は拡大したという。

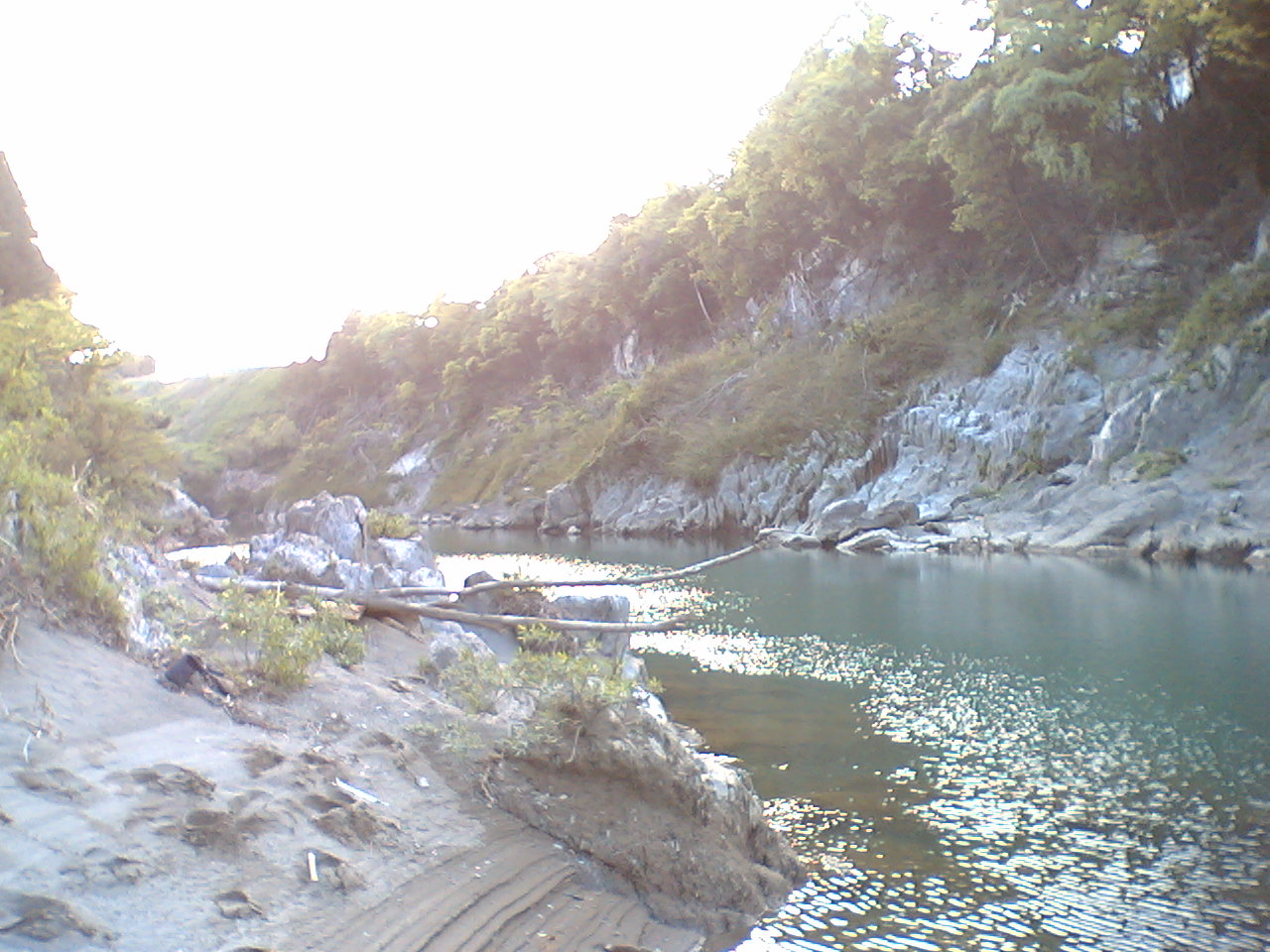
宮川（三重県大紀町）

1957年に宮川ダム、1966年に三瀬谷ダムが作られてからは宮川下流域で大規模な水害が発生することは永らくなかったが、2004年の台風21号による増水で支流の横輪川が氾濫するなどで、伊勢市において床上浸水203棟、床下浸水97棟の被害となった。この台風21号は上流の旧宮川村においては、土石流などで死者6名他の被害者を出す大災害を引き起こした。

## 自然
宮川流域では90種以上の魚類が確認されており、このうち7種は三重県のレッドデータブックに記載されている種である。流域には3つの漁業協同組合があり、アユ・アマゴ・ウナギなどに漁業権が設定されている。

## 主な支流

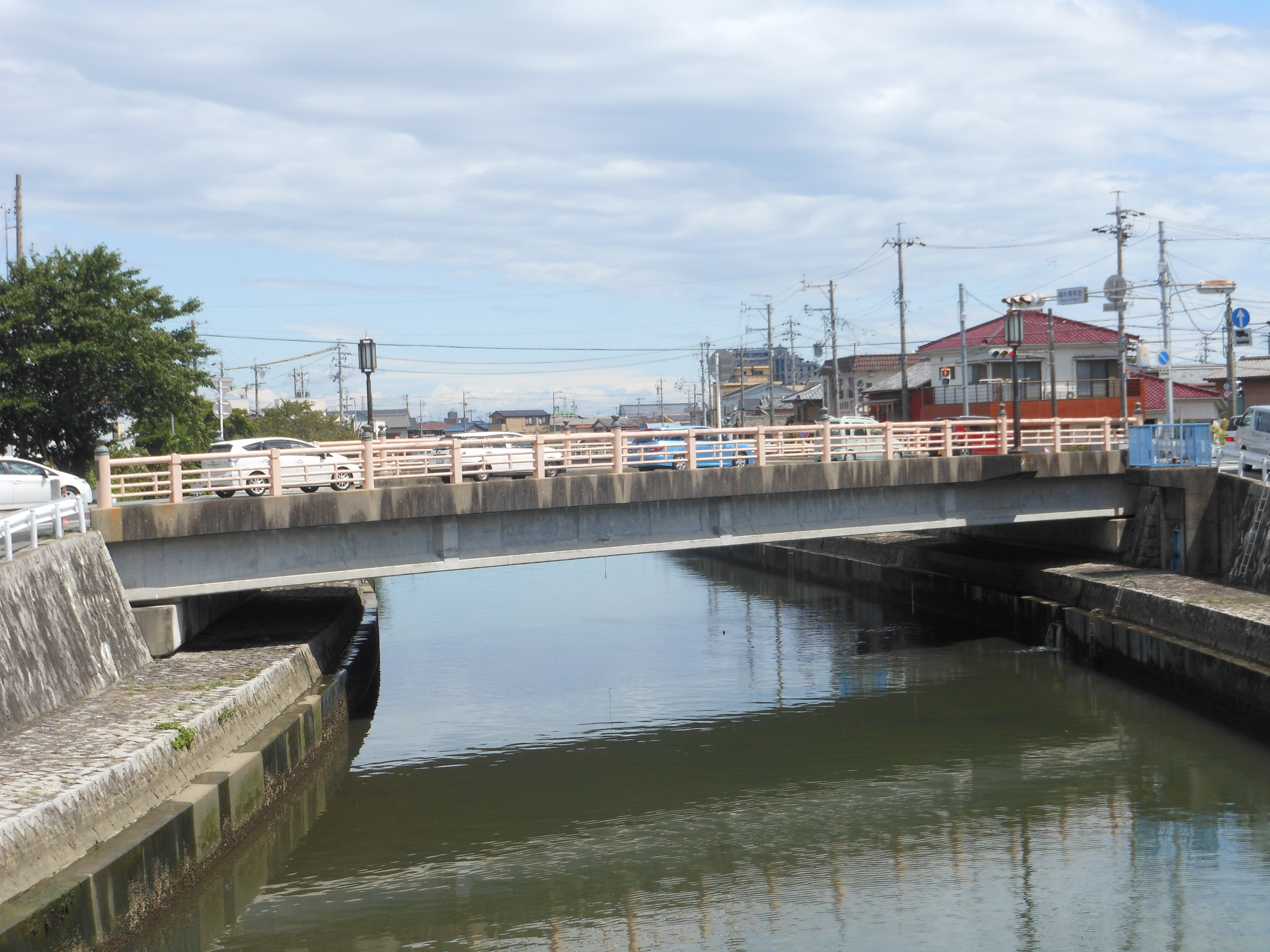
錦水橋と勢田川

支流の勢田川（せたがわ）は伊勢市の中心部を流れる勢田川は河口で五十鈴川と繋がっているが、宮川とは三角州の大湊で接しているに過ぎない。しかし治水目的の勢田川の改修が伊勢市には財政上困難であったため、一級河川に指定する目的で宮川水系であるとされ、河口に水門を設けるなどの大改修が昭和50年以降に行なわれた。宮川右岸の伊勢市内の生活排水の大部分は意図的に勢田川に流されている。勢田川は大正時代までは人が泳げるほどの綺麗な川であったというが、人口が増加したことと下水道整備の遅れもあって徐々に汚染が進み、1980年ころには三重県でもっとも汚い川となった。観光地の中心を流れる川がこのような状況では問題であるため、2003年に汚泥の浚渫（しゅんせつ）を行なった他、宮川の水を定期的に流すなどの方法で水質改善を行っている。多くの伊勢市民に待ち望まれていた下水道も2006年より順次供用される。
その他、一級河川のみを下流側から順に記載する。
| 河川            | よみ                      | 次数    | 管理者                       | 主な経過地                                      | 河川延長 （km） | 備考 |
| --------------- | ------------------------- | ------- | ---------------------------- | ----------------------------------------------- | --------------- | ---- |
| 宮川            | みやがわ                  | 本川    | 中部地方整備局 三重県        | 大台町、多気町、大紀町、 度会町、玉城町、伊勢市 | 91              |      |
| 大湊川          | おおみなとがわ            | 1次支川 | 中部地方整備局               | 伊勢市                                          |                 |      |
| 五十鈴川        | いすずがわ                | 2次支川 | 中部地方整備局 三重県        | 伊勢市                                          |                 |      |
| 勢田川          | せたがわ                  | 3次支川 | 中部地方整備局 三重県 伊勢市 | 伊勢市                                          | 7.3             |      |
| 桧尻川          | ひのきじりがわ            | 4次支川 | 三重県 伊勢市                | 伊勢市                                          |                 |      |
| 朝川            | あさかわ                  | 4次支川 | 三重県 伊勢市                | 伊勢市                                          |                 |      |
| 朝川支川        | あさかわしせん            | 5次支川 | 三重県 伊勢市                | 伊勢市                                          |                 |      |
| 五十鈴川派川    | いすずがわはせん          | 3次支川 | 三重県                       | 伊勢市                                          |                 |      |
| 松下川          | まつしたがわ              | 4次支川 | 三重県 伊勢市                | 伊勢市                                          |                 |      |
| 朝熊川          | あさまがわ                | 3次支川 | 三重県                       | 伊勢市                                          |                 |      |
| 汁谷川          | しるたにがわ              | 1次支川 | 三重県 伊勢市                | 玉城町、伊勢市                                  |                 |      |
| 横輪川          | よこわがわ                | 1次支川 | 三重県 伊勢市                | 伊勢市                                          |                 |      |
| 雨渕川          | あまぶちがわ              | 2次支川 | 三重県                       | 伊勢市                                          |                 |      |
| 一之瀬川        | いちのせがわ              | 1次支川 | 三重県 度会町                | 度会町                                          |                 |      |
| 濁川            | にごりがわ                | 1次支川 | 三重県                       | 度会町、多気町                                  |                 |      |
| 下津又川        | しもつまたがわ            | 2次支川 | 三重県                       | 多気町                                          |                 |      |
| 注連指川        | しめさすがわ              | 1次支川 | 三重県 度会町                | 大紀町、度会町                                  |                 |      |
| 尾合川          | おごうがわ                | 1次支川 | 三重県                       | 大紀町                                          |                 |      |
| 藤川 川井谷川   | ふじかわ かわいたにがわ   | 1次支川 | 三重県 大紀町                | 大紀町                                          |                 |      |
| 大谷川          | おおたにがわ              | 1次支川 | 三重県                       | 大台町                                          |                 |      |
| 大内山川        | おおうちやまがわ          | 1次支川 | 三重県                       | 大紀町、大台町                                  |                 |      |
| 頓登川          | とんどがわ                | 2次支川 | 三重県 大紀町                | 大紀町                                          |                 |      |
| 巾田河内川      | はばたこうちがわ          | 2次支川 | 三重県 大紀町                | 大紀町                                          |                 |      |
| 奥河内川 焼尾川 | おくこうちがわ やきおがわ | 2次支川 | 三重県 大紀町                | 大紀町                                          |                 |      |
| 注連小路川      | しめこうじがわ            | 2次支川 | 三重県                       | 大紀町                                          |                 |      |
| 古和河内川      | こわこうちがわ            | 2次支川 | 三重県                       | 大紀町                                          |                 |      |
| 笠木川          | かさぎがわ                | 2次支川 | 三重県                       | 大紀町                                          |                 |      |
| 三ヶ野川        | さんがのがわ              | 2次支川 | 三重県                       | 大紀町                                          |                 |      |
| 唐子川          | からこがわ                | 2次支川 | 三重県                       | 大紀町                                          |                 |      |
| 梅ヶ谷川        | うめがたにがわ            | 2次支川 | 三重県                       | 大紀町                                          |                 |      |
| 梅ヶ谷栃古川    | うめがたにとちこがわ      | 3次支川 | 三重県                       | 大紀町                                          |                 |      |
| 栃古川          | とちこがわ                | 2次支川 | 三重県                       | 大紀町                                          |                 |      |
| 寺谷川          | てらたにがわ              | 1次支川 | 三重県                       | 大台町                                          |                 |      |
| 浦谷川          | うらたにがわ              | 1次支川 | 三重県                       | 大台町                                          |                 |      |
| 栗谷川          | くりたにがわ              | 1次支川 | 三重県                       | 大台町                                          |                 |      |
| 桧原谷川        | きそはらたにがわ          | 1次支川 | 三重県                       | 大台町                                          |                 |      |
| 大和谷川        | やまとたにがわ            | 1次支川 | 三重県                       | 大台町                                          |                 |      |
| 垣外俣谷川      | かいとまただにがわ        | 2次支川 | 三重県                       | 大台町                                          |                 |      |
| 三滝谷川        | みたきたにがわ            | 2次支川 | 三重県                       | 大台町                                          |                 |      |
| 地池谷川        | ちいけたにがわ            | 2次支川 | 三重県                       | 大台町                                          |                 |      |
| 焼山谷川        | やきやまたにがわ          | 2次支川 | 三重県                       | 大台町                                          |                 |      |
| 父ヶ谷川        | ちちがたにがわ            | 1次支川 | 三重県                       | 大台町                                          |                 |      |
| 長古須谷川      | なこすたにがわ            | 1次支川 | 三重県                       | 大台町                                          |                 |      |
| 倉元谷川        | くらもとだにがわ          | 1次支川 | 三重県                       | 大台町                                          |                 |      |
| 橋立谷川        | はしだてだにがわ          | 1次支川 | 三重県                       | 大台町                                          |                 |      |
| 桑木谷川        | くわのきだにがわ          | 1次支川 | 三重県                       | 大台町                                          |                 |      |
| 美濃谷川        | みのうだにがわ            | 1次支川 | 三重県                       | 大台町                                          |                 |      |
| うぐい谷川      | うぐいたにがわ            | 1次支川 | 三重県                       | 大台町                                          |                 |      |
| 不動谷川        | ふどうたにがわ            | 1次支川 | 三重県                       | 大台町                                          |                 |      |
| 小不動谷川      | こふどうたにがわ          | 2次支川 | 三重県                       | 大台町                                          |                 |      |
| 与八郎谷川      | よはちろうだにがわ        | 1次支川 | 三重県                       | 大台町                                          |                 |      |
| 西谷川          | にしたにがわ              | 1次支川 | 三重県                       | 大台町                                          |                 |      |
| 粟谷川          | あわたにがわ              | 2次支川 | 三重県                       | 大台町                                          |                 |      |
| 堂倉谷川        | どうくらたにがわ          | 1次支川 | 三重県                       | 大台町                                          |                 |      |

## 主な橋梁

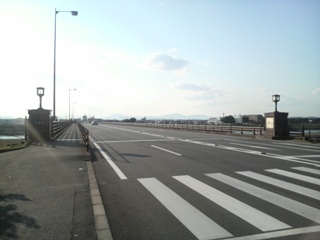
度会橋 東詰（2008年10月30日）

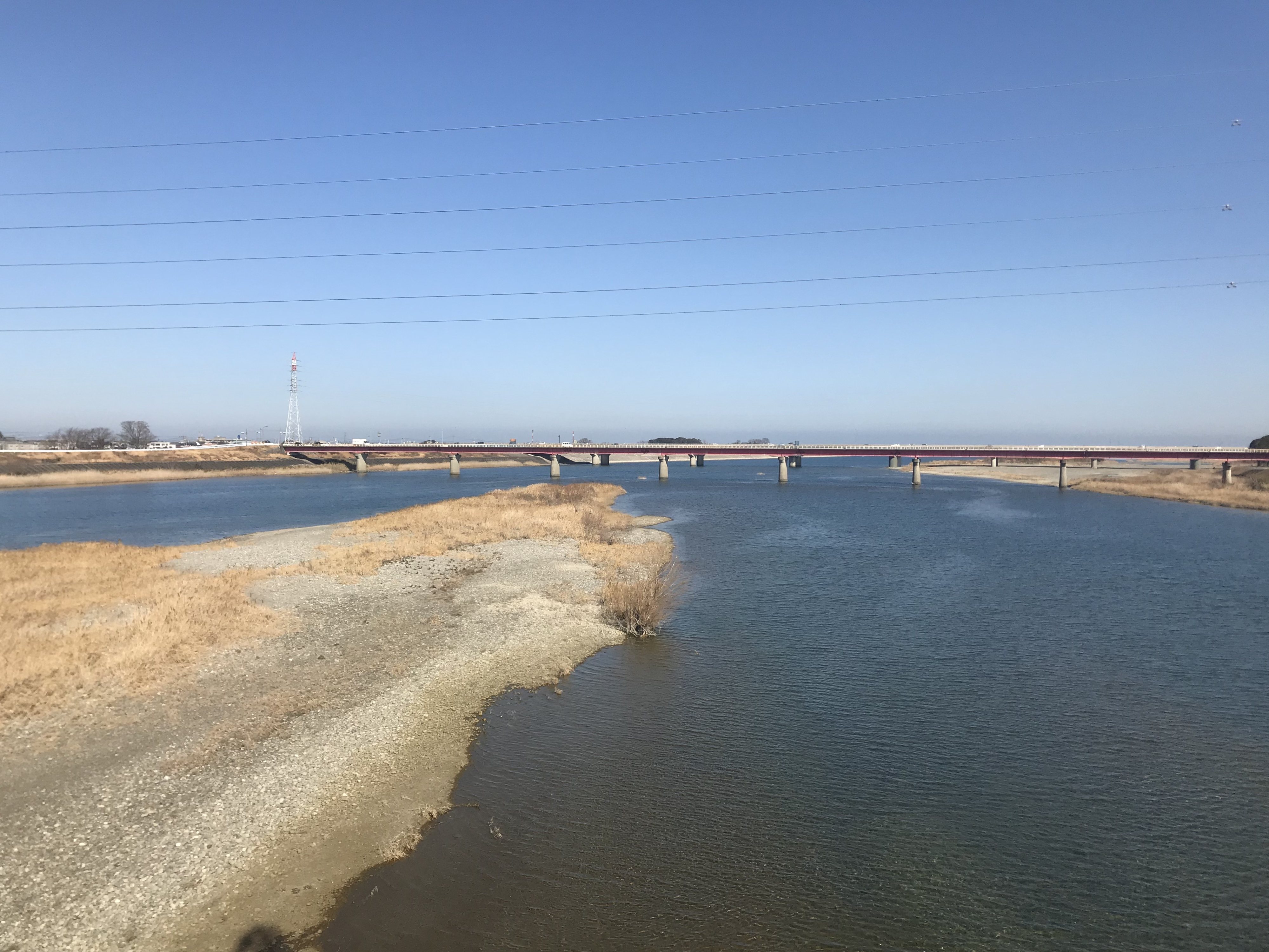
豊浜大橋

宮川には江戸時代まで堅固な橋はなく街道から来た参宮者が宮川を渡るときは渡し舟を利用する必要があった。明治時代になり伊勢街道に洪水時には部材を取り外すことができる木製仮橋が架けられ、1897年には平行して鋼鉄製の鉄道橋（宮川橋梁）が架けられた。
- 大台町
  - 新大杉橋、大杉谷橋、宮川大橋
- 大台町・大紀町境界
  - 紀勢宮川橋：紀勢自動車道にある橋で、2006年3月11日供用開始（但し暫定2車線）。
  - 船木大橋：国道42号にある橋。
  - 船木橋、七保大橋、野原橋
- 大台町・度会町境界
  - 田口大橋
- 度会町
  - 中川大橋、鮠川大橋、久具都比売橋、内城田大橋
- 伊勢市・度会町境界
  - 南伊勢大橋：伊勢市と度会町を往来する際、利用頻度の高い橋。
- 伊勢市・玉城町境界
  - 宮川橋：伊勢自動車道にある橋で、1993年3月29日供用開始（当時暫定2車線。2002年12月14日より完成4車線で供用開始）。なお同名の橋が伊勢市内にも存在する。
- 伊勢市
  - 度会橋：三重県道37号鳥羽松阪線（旧国道23号線）にある、伊勢を代表する橋。4車線
  - 宮川橋：度会橋のそばにある橋。バス路線になっている。
  - 豊浜大橋：2車線、歩道なし。
  - 宮川大橋：国道23号（南勢バイパス）にある。4車線。なお同名の橋が大台町にも存在する。当河川で最も河口に近い橋。

## 流域の自治体

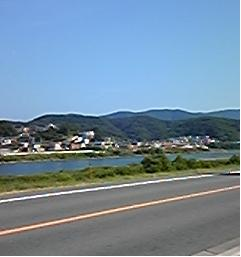
伊勢市川端町付近

三重県
- 多気郡
  - 大台町
  - 多気町
- 度会郡
  - 大紀町
  - 度会町
  - 玉城町
- 伊勢市

## 流域の公園
- 大台町B&G海洋センター
- 宮リバー度会パーク
- 宮川堤公園：地域では｢桜の名所」として知られる。
- 宮川親水公園
- 宮川ラブリバー公園